# Aetokremnos
Aetokremnos es un refugio rocoso cerca de Limasol en la costa meridional de Chipre.
El lugar contiene principalmente huesos de fauna enana del período final del Holoceno, como el elefante enano (Elephas cypriotes), y el hipopótamo enano (Hippopotamus minor), así como artefactos (unos 1000 pedernales, incluyendo raspadores de tipo mesolítico). No aparecen huesos con marcas de carnicería, sino un porcentaje inusualmente alto (30%) de huesos quemados. Los hipopótamos enanos componen alrededor del 74% del total de huesos, seguido por los restos de peces (25%), y aves, principalmente avutardas. Los elefantes enanos son comparativamente raros (3 individuos). La presencia de gamos (4 huesos) y cerdos (13 huesos) resulta desconcertante, ya que se cree que estos animales no se introdujeron hasta el periodo Neolítico.